# Цимер, Эрих
Э́рих Ци́мер (нем. Erich Ziemer; 18 октября 1906, Берлин — октябрь 1937, Арагон) — немецкий коммунист. Участник террористического акта на Бюловплац в Берлине 9 августа 1931 года. Участник гражданской войны в Испании. Герой Советского Союза.

## Биография
Эрих Цимер, по профессии техник-мостостроитель, с августа 1929 года состоял в отряде самообороны Коммунистической партии Германии в Веддинг/Райниккендорфе, обучался владению различными видами оружия, выполнял различные задачи по охране демонстраций и штаб-квартиры партии — Дома Карла Либкнехта, в конце 1930 года возглавил боевую группу в пять человек.
В условиях ожесточившейся политической борьбы в Берлине накануне референдума о роспуске прусского ландтага 8 августа 1931 года Эрих Цимер вместе с Эрихом Мильке, будущим министром государственной безопасности ГДР, вызвался добровольцем выполнить террористический акт и убить ненавистного берлинским рабочим полицейского Пауля Анлауфа по заданию, поставленному депутатами рейхстага от КПГ Гейнцем Нейманом и Хансом Киппенбергером. Вечером 9 августа гауптман полиции Пауль Анлауф вместе с гауптманом Францем Ленком и обер-вахмистром полиции Августом Виллигом патрулировали зону вблизи современной площади Розы Люксембург и штаб-квартиры КПГ в Доме Карла Либкнехта. Мильке и Цимер обстреляли полицейский патруль со спины недалеко кинотеатра «Вавилон» на Вейдингерштрассе.
Эриху Цимеру и Эриху Мильке удалось ещё в августе бежать через Росток и Ленинград в Москву благодаря помощи, предположительно, бывшей супруги Ханса Киппенбергера Теи Киппенбергер, Георга Тиле и Альберта Громулата. В Москве их поначалу определили в общежитие для эмигрантов при МОПРе. Цимер был занесён под номером 32 в список эмигрантов Политбюро КПГ в Москве и тем самым получили официальный статус политического эмигранта. Как и Мильке, он в январе-июле 1932 года прошёл курс в военно-политической школе в Москве.
Под именем Георг Шлоссер Циммер в 1932—1933 годах обучался в Международной ленинской школе. В 1934—1935 годах, опять же вместе с Мильке, обучался в школе Коминтерна, в 1935—1936 годах оба немецких эмигранта обучались там же в аспирантуре. В 1936 году Эрих Цимер под своим псевдонимом Георг Шлоссер отправился в Испанию воевать на стороне республиканцев в гражданской войне. Он получил должность политкомиссара в танковом корпусе и погиб в октябре 1937 года в Арагоне на Эбро.
Политолог Гёц Али характеризует Цимера как «глубоко неуверенного человека». Коммунистическая партия придала ему стабильность и затем использовала его в своих целях. Цимер нуждался в политической идентификации и нашёл её в политическом убийстве.